# Krzelków
Krzelków je vesnice v Dolnoslezském vojvodství v Polsku. Je součástí městsko-vesnické gminy  Ziębice v okrese Ząbkowice Śląskie. Leží přibližně 4 km severozápadně od města Ziębice.